# Mistrzostwa Europy w Lekkoatletyce 2018 – bieg na 200 m kobiet
Bieg na 200 m kobiet – jedna z konkurencji biegowych rozgrywanych podczas lekkoatletycznych mistrzostw Europy na Stadionie Olimpijskim w Berlinie.
Tytuł sprzed dwóch lat obroniła Brytyjka Dina Asher-Smith.

## Terminarz
| Data        | Godzina |              |
| ----------- | ------- | ------------ |
| 10 sierpnia | 11:25   | Kwalifikacje |
| 10 sierpnia | 19:48   | Półfinały    |
| 11 sierpnia | 20:45   | Finał        |

## Rekordy
|                                        | Zawodniczka                    | Wynik | Miejsce   | Data                  |
| -------------------------------------- | ------------------------------ | ----- | --------- | --------------------- |
| Rekord świata                          | Florence Griffith-Joyner       | 21,34 | Seul      | 29 września 1988(dts) |
| Rekord Europy                          | Dafne Schippers                | 21,63 | Pekin     | 28 sierpnia 2015(dts) |
| Rekord mistrzostw Europy               | Heike Drechsler                | 21,71 | Stuttgart | 29 sierpnia 1986(dts) |
| Najlepszy wynik na świecie w 2018 roku | Blessing Okagbare-Ighoteguonor | 22,04 | Abilene   | 24 marca 2018(dts)    |
| Najlepszy wynik w Europie w 2018 roku  | Dina Asher-Smith               | 22,25 | Londyn    | 22 lipca 2018(dts)    |

## Rezultaty

### Eliminacje
Z biegu w eliminacjach zwolnione zostały zawodniczki plasujące się w czołowej "12" list europejskich w sezonie 2018.

Awans: Trzy najszybsze zawodniczki z każdego biegu (Q) oraz pięć z najlepszymi czasami wśród przegranych (q).

Źródło: european-athletics.org
| Miejsce | Bieg | Tor | Zawodniczka         | Reprezentacja | Czas  | Uwagi    |
| ------- | ---- | --- | ------------------- | ------------- | ----- | -------- |
| 1.      | 1    | 5   | Laura Müller        | Niemcy        | 23,06 | Q,       |
| 2.      | 3    | 1   | Kryscina Cimanouska | Białoruś      | 23,07 | Q, NU23R |
| 3.      | 1    | 7   | Anna Kiełbasińska   | Polska        | 23,20 | Q        |
| 4.      | 3    | 6   | Gloria Hooper       | Włochy        | 23,28 | Q        |
| 5.      | 3    | 4   | Phil Healy          | Irlandia      | 23,34 | Q        |
| 6.      | 1    | 1   | Sindija Bukša       | Łotwa         | 23,36 | Q        |
| 7.      | 2    | 7   | Rebekka Haase       | Niemcy        | 23,44 | Q        |
| 8.      | 3    | 7   | Inna Eftimova       | Bułgaria      | 23,56 | q        |
| 9.      | 1    | 2   | Manon Depuydt       | Belgia        | 23,59 | q        |
| 10.     | 3    | 2   | Lorène Bazolo       | Portugalia    | 23,60 | q        |
| 11.     | 2    | 1   | Irene Siragusa      | Włochy        | 23,60 | Q        |
| 12.     | 2    | 5   | Martyna Kotwiła     | Polska        | 23,62 | Q        |
| 13.     | 1    | 6   | Cornelia Halbheer   | Szwajcaria    | 23,63 | q        |
| 14.     | 2    | 2   | Estela García       | Hiszpania     | 23,64 | q        |
| 15.     | 2    | 4   | Marcela Pírková     | Czechy        | 23,72 |          |
| 16.     | 3    | 5   | Alina Kalistratowa  | Ukraina       | 23,79 |          |
| 17.     | 2    | 3   | Ezinne Okparaebo    | Norwegia      | 23,84 |          |
| 18.     | 1    | 4   | Paula Sevilla       | Hiszpania     | 23,91 |          |
| 19.     | 3    | 8   | Jaël Bestué         | Hiszpania     | 23,92 |          |
| 20.     | 2    | 6   | Alexandra Bezeková  | Słowacja      | 23,93 |          |
| 21.     | 3    | 3   | Helene Rønningen    | Norwegia      | 23,96 |          |
| 22.     | 2    | 8   | Jana Kaczur         | Ukraina       | 24,00 |          |
| 23.     | 1    | 3   | Jelizaweta Bryzhina | Ukraina       | 24,21 |          |
| 24.     | 1    | 8   | Charlotte Wingfield | Malta         | 24,40 |          |

### Półfinały
Awans: Dwie najszybsze zawodniczki z każdego biegu (Q) oraz dwie z najlepszymi czasami wśród przegranych (q).

Źródło: european-athletics.org
| Miejsce | Bieg | Tor | Zawodniczka             | Reprezentacja   | Czas  | Uwagi |
| ------- | ---- | --- | ----------------------- | --------------- | ----- | ----- |
| 1.      | 1    | 4   | Dina Asher-Smith        | Wielka Brytania | 22,33 | Q     |
| 2.      | 3    | 4   | Jamile Samuel           | Holandia        | 22,58 | Q     |
| 3.      | 1    | 3   | Iwet Łałowa-Collio      | Bułgaria        | 22,65 | Q     |
| 4.      | 2    | 4   | Dafne Schippers         | Holandia        | 22,69 | Q     |
| 5.      | 1    | 5   | Bianca Williams         | Wielka Brytania | 22,83 | q     |
| 5.      | 2    | 5   | Beth Dobbin             | Wielka Brytania | 22,84 | Q     |
| 7.      | 3    | 5   | Mujinga Kambundji       | Szwajcaria      | 22,84 | Q     |
| 8.      | 1    | 7   | Laura Müller            | Niemcy          | 22,87 | q,    |
| 9.      | 2    | 3   | Sarah Atcho             | Szwajcaria      | 22,88 |       |
| 10.     | 3    | 2   | Kryscina Cimanouska     | Białoruś        | 23,03 | NU23R |
| 11.     | 2    | 6   | Phil Healy              | Irlandia        | 23,23 |       |
| 12.     | 3    | 6   | Jessica-Bianca Wessolly | Niemcy          | 23,26 |       |
| 13.     | 3    | 3   | Jodie Williams          | Wielka Brytania | 23,28 |       |
| 14.     | 2    | 7   | Anna Kiełbasińska       | Polska          | 23,29 |       |
| 15.     | 3    | 7   | Irene Siragusa          | Włochy          | 23,30 |       |
| 16.     | 1    | 6   | Martyna Kotwiła         | Polska          | 23,41 |       |
| 17.     | 2    | 2   | Rebekka Haase           | Niemcy          | 23,42 |       |
| 18.     | 2    | 8   | Gloria Hooper           | Włochy          | 23,43 |       |
| 19.     | 1    | 2   | Estela García           | Hiszpania       | 23,46 |       |
| 20.     | 2    | 1   | Manon Depuydt           | Belgia          | 23,60 |       |
| 21.     | 3    | 1   | Inna Eftimova           | Bułgaria        | 23,62 |       |
| 22.     | 1    | 1   | Lorène Bazolo           | Portugalia      | 23,80 |       |
| 23.     | 1    | 8   | Cornelia Halbheer       | Szwajcaria      | 23,98 |       |
| 24 !    | 3    | 8   | Sindija Bukša           | Łotwa           | DNS   |       |

### Finał
Źródło: european-athletics.org
| Pozycja | Tor | Zawodniczka        | Reprezentacja   | Czas  | Uwagi |
| ------- | --- | ------------------ | --------------- | ----- | ----- |
| 01 !    | 5   | Dina Asher-Smith   | Wielka Brytania | 21,89 | WL    |
| 02 !    | 4   | Dafne Schippers    | Holandia        | 22,14 | SB    |
| 03 !    | 6   | Jamile Samuel      | Holandia        | 22,37 | =     |
| 4.      | 8   | Mujinga Kambundji  | Szwajcaria      | 22,45 | SB    |
| 5.      | 3   | Iwet Łałowa-Collio | Bułgaria        | 22,82 |       |
| 6.      | 2   | Bianca Williams    | Wielka Brytania | 22,88 |       |
| 7.      | 7   | Beth Dobbin        | Wielka Brytania | 22,93 |       |
| 8.      | 1   | Laura Müller       | Niemcy          | 23,08 |       |